# 爆裂震撼

爆裂震撼官方標誌

爆裂震撼（英語：Backlash），是世界摔角娛樂（WWE）每年一度的付費收看節目，通常於每年4月時舉行。此賽事於1999年創辦，並立刻成為每年固定舉辦的付費收看節目。此賽事也是第一個被三個WWE品牌節目各自舉辦過的付費收看賽事。
爆裂震撼英文「Backlash」原意為「反衝」，因為此賽事緊接在年度最大賽事摔角狂熱之後，因此爆裂震撼賽事通常都是摔角狂熱重要賽事的重賽或是復仇戰，因此取名為Backlash。
2016年，該節目隸屬於SmackDown品牌，並於該年9月舉辦。

## 外部連結
- 爆裂震撼官方網站 （页面存档备份，存于）
- Backlash results at Prowrestlinghistory.com （页面存档备份，存于）